# Josip Čerin
Josip Čerin, slovenski glasbenik, dirigent in muzikolog, * 29. marec 1867, Komenda, † 1. november 1951, Ljubljana.

## Življenje in delo
Rodil se je očetu učitelju Jožefu in materi Mariji (roj. Zupanc). Mladost je preživel v Zagorju ob Savi, kjer je oče služboval. Po končani gimnaziji v Ljubljani (1886) je na Dunaju študiral glasbo, na filozofski fakulteti pa še muzikologijo. V letih 1894−1896 je bil prvi organist pri cerkvi sv. Avguština in zborovodja raznih pevskih društev na Dunaju. Leta 1896 je prišel h Glasbeni matici v Ljubljano in kot umetniški vodja na koncertih 1897 prvič med Jugoslovani izvajal Bachov »Pasijon po sv. Mateju«. Leta 1898, ko je M. Hubad prevzel umetniško vodstvo Glasbene matice, je izdal Pesmarico Glasbene matice, sam pa se je vrnil na Dunaj, kjer je 1902 doktoriral z disertacijo Pesmi slovenskih protestantskih pesmaric, njih viri in njih podoba v poreformacijskih časih.
Čerin se je po končanem študiju posvetil dirigiranju, čeprav je zapustil bogat skladateljski opus tudi v obdobju med obema vojnama. V letih 1898−1902 je bil dirigent dunajske Volksopere, 1902–1916 kapelnik vojaških pihalnih orkestrov na Dunaju, Budimpešti in Pragi. Leta 1919 se je vrnil v Ljubljano in bil eno leto dirigent ljubljanske Opere; nato je po naročilu generala Smiljanića osnoval vojaško godbo, jo hitro razvil v simfonični orkester in prirejal prve slovenske abonmajske simfonične koncerte (Orkester/Muzika ali, v časopisih preprosto godba Dravske divizijske oblasti ali Dravske divizije), ki so se redno in z velikim javnim uspehom odvijali do leta 1924. Čerin je bil pri svojem delu tako uspešen, da je Anton Lajovic, faktotum slovenske glasbe med obema vojnama, uspešno nasprotoval njegovemu delovanju. Jutro dne 7. 3. 1924 (str. 4) je tako prineslo zgovorno notico: "Poštovani gospodin uredniče. Orkestar Dravske Divizijske oblasti protestira protiv nezasluženih napadaja g. suca Lajovica na kapelnika g. dr. Josipa Čerina. Napadaj g. Lajovica tiče se i nas stoga izjavljujemo, da smo dosadašnje naše koncerte priredjivali dragovoljno bez svakog materijalnog dobitka jedino za podizavanje glazbene kulture u Slovenaca i radi toga ne dopuštamo, da se nam i našemu šefu podmeću političke namere. U ime orkestra: Za jugoslovenske glasbenike Jan Ulman. Za češke glasbenike Vit Samek. Za ruske glasbenike Pavle Ivanov."
Za slovensko glasbeno zgodovino je pomembna kot izvrsten dirigent in organizator pa tudi muzikolog. Čerinova disertacija se ukvvarja z izvorom napevov slovenskih protestantskih pesmaric in njihovi povezanosti z melodičnim repertorijem nemških reformatorjev. Poleg samega glasbenega udejstvovanja pa je Čerin pisal tudi članke glasbene in glasbeno-estetične vsebine in jih objavil v raznih časopisih. Posebej velja omeniti njegovo študijo o Trubarjevih pesmaricah.